# Coapichapan
Coapichapan är en ort i Mexiko.   Den ligger i kommunen Fortín och delstaten Veracruz, i den sydöstra delen av landet, 230 km öster om huvudstaden Mexico City. Coapichapan ligger 886 meter över havet och antalet invånare är 658.
Terrängen runt Coapichapan är huvudsakligen kuperad, men åt sydost är den platt. Runt Coapichapan är det tätbefolkat, med 550 invånare per kvadratkilometer. Närmaste större samhälle är Córdoba, 8,0 km öster om Coapichapan. Trakten runt Coapichapan består till största delen av jordbruksmark.